# Heder och samvete
För andra betydelser, se På heder och samvete.
Heder och samvete är en bok från 1991, skriven av Maria-Pia Boëthius som granskar Sveriges tid under andra världskriget.

## Tillkomst
Boëthius var under skolgången intresserad av historia och tog studenten med högsta betyg i historia. Hon hade varit intresserad av Sverige under andra världskriget och ansåg att Sverige hade klarat sig hyggligt och hållit sig undan.
Men på en resa till USA omkring 1980 blev hon, vid en sammankomst med författare och journalister, tillfrågad om Sveriges agerande under kriget och blev därefter uppmanad att läsa mer. När hon kom hem började hon studera ämnet närmare. Hon sade 2010 att "Det var en av de största chockerna i mitt liv någonsin." och att hon tänkte "Har detta verkligen hänt i Sverige? Är detta möjligt? Och hur är det möjligt att jag inte vet om det? Och hur är det möjligt att jag inte har fått läsa om något av att detta i historieböckerna?"

## Innehåll
Boëthius granskar bland annat rättsrötan, Pressnämnden och censuren, åsiktsregistreringen, interneringslägren, transiteringstrafiken, Wallenbergsfärens agerande, mediernas feghet och mod, samt behandlingen av judarna i Sverige.
Hon visar hur den svenska samlingsregeringen, Regeringen Hansson III, under Per Albin Hansson förde medborgarna bakom ljuset och hur den konsekvent dolde de eftergifter den gjorde mot Nazityskland, även långt efter att risken för ockupation upphört. Demokratin var satt på undantag under en period då den hade behövts som bäst.
Som första journalist har Boëthius fått en intervju med Ingmar Bergman om hans nazistiska sympatier i ungdomsåren. En omskriven och aktualiserad version försedd med bilder kom ut 1999.

## Omslag
Omslaget visar ett hakkors som del av Nazitysklands flagga och symbolen En svensk tiger.

## Mottagande
Författaren och Dramatikern P.O. Enquist skrev i Expressen att boken var "en koncentrerad genomgång av ett välkänt och välglömt syndaregister" och att den "borde bli obligatorisk läsning på våra gymnasier."